# Старая Силовая
Ста́рая Силова́я — деревня в Пашском сельском поселении Волховского района Ленинградской области.

## История

Земли деревни Старая Силовая на карте РККА 1940 года

По данным 1966, 1973 и 1990 годов деревня Старая Силовая входила в состав Пашского сельсовета Волховского района.
В 1997 году в деревне Старая Силовая Пашской волости проживали 42 человека, в 2002 году — 36 человек (русские — 97 %).
В 2007 году в деревне Старая Силовая Пашского СП — 32, в 2010 году — 41 человек.

## География
Деревня расположена в северо-восточной части района на автодороге 41К-021 (Паша — Часовенское — Кайвакса).
Расстояние до административного центра поселения — 9 км.
Расстояние до ближайшей железнодорожной станции Паша — 5 км.
Деревня находится на правом берегу реки Паша.

## Демография
| 1997 | 2002 | 2007 | 2010 | 2012 | 2017 |
| ---- | ---- | ---- | ---- | ---- | ---- |
| 42   | ↘36  | ↘32  | ↗41  | ↘35  | ↗41  |

### Национальный состав
Согласно данным Всероссийской переписи населения 2021 года в деревне проживали 36 человек, все русские.